# Homonacna alpnista
Homonacna alpnista är en fjärilsart som beskrevs av Fletcher 1961. Homonacna alpnista ingår i släktet Homonacna och familjen nattflyn. Inga underarter finns listade i Catalogue of Life.